# Qalaqayın
Qalaqayın (ook Galagain en Kalagayny) is een dorp en de meest dichtbevolkte gemeente, behalve de hoofdstad Sabirabad, in de Sabirabad Rayon van Azerbeidzjan. Het heeft een bevolking van 7.489.